# Издихателен звук
Издихателните звукове са тези, при които въздухопотокът се създава посредством изтласкване на въздуха през устата или носа. Съществуват три вида издихателни звукове: „белодробни издихателни“, „гласилкови (гръклянови) издихателни“ и „езични издихателни“.

## Белодробен издихателен звук
Белодробните издихателни звукове се образуват при създаване на въздухопотока от белите дробове, ребрата и диафрагмата. Повечето звукове в човешките езици са белодробни издихателни.

### Гласилков издихателен звук
Гласилковите издихателни (също и „глотални“, „гръклянови“ издихателни) звукове са известни като изтласкващи.

### Езичен издихателен звук
Езичният издихателен въздухопоток, известен още като „задноезичен (заднонебен) издихателен“, включва двустранно затваряне на устната кухина, подобно на щракащите звукове, но въздухът е насочен навън. Със затварянето на мекото задно небце, говорещият изтласква въздуха от устата, използвайки езика или бузите.